# Leonhard Hochenegg
Leonhard Hochenegg (* 24. Januar 1942 in Innsbruck; † 25. Februar 2009) war ein österreichischer Neurologe, Psychiater und Naturheilkundler, der sich nach Entzug seiner Approbation als Wunderheiler betätigte.

## Leben
Leonhard Hochenegg stammt aus einer Mediziner-Familie. Sein Urgroßvater war Stadtarzt von Hall in Tirol und sein Großonkel Hofrat Julius Hochenegg war Generalstabsarzt und Medizinprofessor in Wien.
Hochenegg studierte Medizin und schloss 1967 ab. Danach arbeitete er als Assistenzarzt im Bereich Pharmakologie in der Schweiz. 1976 erlangte er den Abschluss als Facharzt für Neurologie und Psychiatrie und arbeitete fortan als Oberarzt an der Universitätsklinik Innsbruck. 1980 eröffnete er eine eigene Arztpraxis in Hall in Tirol. Nach und nach driftete er in die Wunder- und Geistheilerszene ab und begann seine Patienten mit obskuren Therapien heilen zu wollen.
Hochenegg wurde wegen zwei Vorkommnissen, die sich im Zeitraum von 1997 bis 2003 zugetragen haben, wegen „schwere[r] Körperverletzung unter besonders gefährlichen Verhältnissen“ angeklagt, da er zwei Patientinnen, darunter eine an Brustkrebs erkrankte Frau, mit angeblichen Naturheilmitteln, Spritzen und Handauflegen behandelt hatte. Er wurde 2008 aber freigesprochen. Von der Ärztekammer war ihm aber schon im Jahr 2000 ein Berufsverbot auferlegt worden.